# Harpactea albanica
Espèce
Synonymes
- Harpactes albanica Caporiacco, 1949

Harpactea albanica est une espèce d'araignées aranéomorphes de la famille des Dysderidae.

## Distribution
Cette espèce est endémique d'Albanie.

## Étymologie
Son nom d'espèce lui a été donné en référence au lieu de sa découverte, l'Albanie.

## Publication originale
- Caporiacco, 1949 : Alcuni aracnidi albanesi. Atti del Museo Civico di Storia Naturale di Trieste, vol. 17, p. 122-125.